# 齊藤力
齊藤 力（さいとう ちから、1947年10月8日 - 2019年1月27日）は、日本の歯科医師・歯学者。学位は、歯学博士（東京歯科大学・1976年）。新潟大学名誉教授。日本顎変形症学会元理事長。

## 経歴
1972年に東京歯科大学卒業、1976年同大学院修了、以後同大学口腔外科学第二講座にて助手、講師、助教授、教授を経て、2001年新潟大学医歯学総合研究科口腔生命科学専攻顎顔面再建学講座組織再建口腔外科学分野教授。2013年新潟大学名誉教授、東京歯科大学水道橋病院口腔外科(東京歯科大学客員教授)。
1976年東京歯科大学より歯学博士の学位を得る。学位論文の題は「下顎骨切除患者の顎運動機能に関する研究」。

## 著作
- 伊藤公一、小野芳明、齊藤力、鈴木尚、高橋英登、宮地建夫、向井美惠、安井利一 編『歯と口の健康百科 家族みんなの健康のために』医歯薬出版、1998年7月。ISBN 978-4-263-45400-8。
- 上松博子、小林正治、古郷幹彦、阿部伸一、覚道健治、高木律男、井上農夫男、笠原和惠、一戸達 著、齊藤, 力、井出, 吉、植田, 耕 編『口と歯の病気マップ』医歯薬出版、2003年9月20日。ISBN 978-4-263-44162-6。
- 齊藤力、髙野伸夫 著、齊藤力 編『動画とイラストで学ぶ 抜歯のテクニック DVD付』医歯薬出版、2005年12月15日。ISBN 978-4-263-44206-7。

## 所属団体
- 日本顎変形症学会 元理事長[3]
- 日本口腔外科学会 評議員[6]
- 日本口腔科学会 評議員[7]
- 日本歯科薬物療法学会 評議員[8]
- 日本顎顔面インプラント学会 運営審議委員一覧[9]
- 日本口蓋裂学会 第35回大会長[10]
- 新潟歯学会 評議員[11]

| 学職                                   | 学職                                             | 学職                                         |
| -------------------------------------- | ------------------------------------------------ | -------------------------------------------- |
| 先代 飯塚忠彦 初代                     | 日本顎変形症学会 理事長 第2代                    | 次代 飯田順一郎 第3代                        |
| 先代 山口秀晴 第16回 2006年 幕張メッセ | 日本顎変形症学会 大会長 第17回 2007年 朱鷺メッセ | 次代 後藤滋巳 第18回 2008年 名古屋国際会議場 |
| 先代 内山健志 第34回 2010年 北とぴあ   | 日本口蓋裂学会 大会長 第35回 2011年 朱鷺メッセ   | 次代 鈴木茂彦 第36回 2012年 国立京都国際会館 |